# Affler
Affler település Németországban, Rajna-vidék-Pfalz tartományban. Lakosainak száma 26 fő (2023. december 31.). Affler Parc Hosingen és Preischeid községekkel határos.

## Népesség
A település népességének változása:
| Lakosok száma | 48   | 25   | 29   | 25   | 25   | 26   |
|               | 1975 | 2017 | 2019 | 2021 | 2022 | 2023 |